# Nobuyasu Ikeda
Pour les articles homonymes, voir Ikeda.
Nobuyasu Ikeda (池田 伸康, Ikeda Nobuyasu) est un footballeur japonais né le 18 mai 1970 à Saitama.